# Morphosys
Die Morphosys AG (Eigenschreibweise MorphoSys) ist ein 1992 gegründetes biopharmazeutisches Unternehmen mit Sitz in Planegg bei München. Es wurde 2024 durch den Schweizer Pharmakonzern Novartis übernommen, der im Dezember 2024 bekannt gab, alle Morphosys-Standorte bis Ende 2025 aufzugeben und verbleibende Aktivitäten unter dem eigenen Namen zu führen.
Das Unternehmen verfügt über verschiedene Antikörper-, Protein- und Peptid-Technologien, die es zur Erforschung und Entwicklung sowohl eigener als auch verpartnerter Arzneimittelkandidaten einsetzt. Zur Gesellschaft gehört ein hundertprozentiges Tochterunternehmen in Boston im US-Bundesstaat Massachusetts.
Die Aktie der Gesellschaft war Bestandteil von SDAX und TecDAX und an der Frankfurter Wertpapierbörse wie auch an der US-amerikanischen Börse NASDAQ notiert.

## Geschäftsfeld
Die wichtigste Technologie von Morphosys ist eine Antikörper-Bibliothek namens HuCAL®, die von Wissenschaftlern zur Herstellung von menschlichen Antikörpern genutzt wird. Diese Sammlung umfasst mehr als zehn Milliarden verschiedene humane Antikörper in Form einer Phagen-Display-Bank. Morphosys stellt mehreren Partnerunternehmen gegen Lizenzgebühren die HuCAL®-Bibliothek entweder für die Entwicklung therapeutischer Wirkstoffe auf Basis monoklonaler Antikörper oder zu Forschungszwecken zur Verfügung. Mit Tremfya® (Guselkumab) befindet sich ein Medikament auf Basis der HuCAL®-Technologie auf dem Markt. Tremfya wurde unter Verwendung von MorphoSys' firmeneigener Antikörpertechnologie HuCAL® generiert und erhielt im Jahr 2017 die Marktzulassung zur Behandlung von Schuppenflechte.
Morphosys erhält bei den der Medikamentenentwicklung dienenden Partnerschaften zudem Meilensteinzahlungen bei der Erreichung bestimmter Entwicklungsziele (beispielsweise Lieferung eines Antikörpers gegen ein vorgegebenes Zielmolekül, Beginn der klinischen Prüfung mit einem HuCAL®-Antikörper, Zulassung als Medikament). Diese Meilensteinzahlungen summieren sich je Wirkstoff-Projekt auf insgesamt rund 10 Mio. US-Dollar. Je weiter fortgeschritten ein Projekt in der Entwicklung ist, desto höher fallen die einzelnen Zahlungen üblicherweise aus. An den Umsätzen mit fertig entwickelten Medikamenten aus den Projekten wird Morphosys ebenfalls beteiligt.
Zu Morphosys’ Partnerunternehmen gehörten folgende internationale Pharmakonzerne:
- Bayer Pharma AG
- Boehringer Ingelheim
- Novartis AG
- Johnson & Johnson
- Merck & Co.
- Pfizer
- Eli Lilly and Company
- Roche
- Schering-Plough
- Daiichi Sankyo

## Übernahmen
Im Januar 2005 übernahm Morphosys die britische Biogenesis-Gruppe für 5,25 Mio. GBP (etwa 6,3 Mio. Euro). Im Januar 2006 übernahm Morphosys die britische Serotec-Gruppe für 20 Mio. GBP (etwa 24 Mio. EUR). Mit der Verschmelzung der beiden Marken zu AbD Serotec stieg Morphosys nach eigenen Angaben zum größten Anbieter von Antikörpern für die Forschung in Europa auf. Im Dezember 2012 übernahm die kalifornische Biotechnologiefirma Bio-Rad Laboratories die Forschungs- und Diagnostik-Sparte AbD Serotec gegen Zahlung von 48 Mio. Euro plus einer Lizenzzahlung für den Einsatz der HuCAL®-Technologie. Im Oktober 2010 übernahm Morphosys die in Puchheim ansässige private Sloning Biotechnologie GmbH für 19 Mio. Euro. Im Mai 2015 übernahm Morphosys das niederländische Unternehmen Lanthio Pharma BV. Lanthio war das erste Unternehmen, an welchem sich Morphosys zuvor mit Eigenkapital beteiligt hatte. Im Rahmen einer Serie-A-Finanzierungsrunde hatte Morphosys 2012 rund 20 % von Lanthio erworben.  Am 2. Juni 2021 wurde bekannt gegeben, dass Morphosys den amerikanischen Krebsspezialisten Constellation Pharmaceuticals für 1,7 Mrd. Dollar übernehmen wird. Das Volumen dieser Übernahme entsprach gut 70 % der Marktkapitalisierung von Morphosys zu diesem Zeitpunkt.
2024 übernahm Novartis Morphosys für 2,7 Milliarden Euro, entsprechend 68 Euro pro Aktie. Im Juni 2024 gab Novartis bekannt, knapp 90 % der Morphosys-Anteile erworben zu haben. Ende August 2024 wurde die Übernahme abgeschlossen. Im Herbst 2024 nahm Novartis eine Wertberichtigung um 800 Millionen Euro vor und kündigte an, Morphosys bis Ende 2025 schließen zu wollen.

## Forschung und Entwicklung
Im Dezember 2019 verfügte Morphosys über 116 Medikamentenkandidaten (zwölf firmeneigene und 104 mit Partnern betriebene Programme), von denen sich 28 in der klinischen Entwicklung befanden.
Tafasitamab (MOR208, Minjuvi®) ist ein humanisierter monoklonaler Antikörper gegen CD19, klinisch für die Behandlung von B-Zell-Malignomen untersucht wurde und 2021 seine Zulassung als Arzneimittel in der Europäischen Union erhielt. Tafasitamab wird oder wurde in mehreren klinischen Studien allein und in Kombination mit anderen Krebsmedikamenten geprüft.
Insgesamt wurden mit Stand 2010 sechs eigene Medikamente und über 65 von Partnerunternehmen auf Basis der HuCAL-Technologie entwickelt.
Am 2. März 2023 gab die Morphosys AG bekannt, dass das Unternehmen seine präklinischen Forschungsprogramme beenden und alle damit verbundenen Aktivitäten einstellen werde. Begründet wurde dieser Schritt mit Herausforderungen des Pharma-Marktes, durch den das Unternehmen gezwungen sei, seine Kostenstruktur zu optimieren und alle Ressourcen stärker auf Onkologie-Produkte im mittleren bis späten Entwicklungsstadium zu konzentrieren.
Die Produktprogramm Tafasitamab wurde im Februar 2024 an die Firma Incyte verkauft.:58 Das 2024 noch in Entwicklung befindliche Myelofibrose-Medikament Pelabresib soll sich als nicht so wirksam erwiesen haben wie erhofft.

## Technologie
Morphosys entwickelte eine Reihe von Antikörpertechnologien, die es sowohl für seine firmeneigenen Programme als auch für Partnerprogramme einsetzte.
Die wichtigste Technologie von Morphosys war HuCAL (Human Combinatorial Antibody Library), eine Sammlung von mehr als zehn Milliarden ausschließlich menschlicher Antikörper in Form einer Phagen-Display-Datenbank und eines Systems zu deren Optimierung.

## Geschäftszahlen
| Jahr                               | 2012 | 2013 | 2014 | 2015  | 2016  | 2017  | 2018  | 2019   | 2020  | 2021   | 2022   | 2023   |
| ---------------------------------- | ---- | ---- | ---- | ----- | ----- | ----- | ----- | ------ | ----- | ------ | ------ | ------ |
| Umsatz (Mio. Euro)                 | 64,9 | 78,0 | 64,0 | 106,2 | 49,7  | 66,8  | 76,4  | 71,8   | 327,7 | 179,6  | 278,3  | 283,3  |
| Konzernergebnis (Mio. Euro)        | 1,9  | 13,3 | −3,0 | 17,2  | −59,9 | −67,6 | −59,1 | −107,9 | 27,4  | −514,5 | −151,1 | −189,7 |
| Mitarbeiter am Jahresende (Anzahl) | 421  | 299  | 329  | 365   | 345   | 326   | 329   | 426    | 615   | 732    | 629    | 524    |